# Laguiole (couteau)
Pour les articles homonymes, voir Laguiole.
Le couteau de Laguiole, né au XIXe siècle à Laguiole dans le Nord de l'Aveyron, au cœur du plateau de l’Aubrac, fait partie du patrimoine de la coutellerie française. Aujourd'hui l'activité coutelière de cette région est dynamique comme le démontre les nombreux  ateliers de couteaux dans le village de Laguiole.
Depuis le 18 octobre 2024, le couteau de Laguiole est labellisé indication géographique (IG) « Couteau de Laguiole ». 

## Prononciation
Dans le français contemporain, la prononciation serait  « laguiole » [lagjɔl], mais selon des sources locales, le nom est localement prononcé « laïole » [laˈjɔl].

## Historique

### Origine
L'étude historique fait apparaître une origine différente pour ce couteau dans les légendes populaires.
Au début du XIXe siècle, avant la création du couteau de Laguiole sous sa forme actuelle, les habitants de l'Aubrac utilisaient un couteau, le capuchadou (ou Capujadou) : une lame fixe et pointue emmanchée sur un morceau de bois. La fabrication du capuchadou subsista parallèlement à celle du couteau de Laguiole, jusqu'à son arrêt vers 1920.
Selon certaines sources, le premier coutelier en activité à Laguiole est Casimir-Antoine Moulin (présumé en 1828). Selon d'autres, il s'agit de Pierre-Jean Calmels (1813-1876), fils d'aubergiste né à Laguiole, avec son oncle. Le Syndicat des Fabricants Aveyronnais du Couteau de Laguiole, dans son cahier des charges homologué par l'Institut national de la propriété industrielle (INPI) en octobre 2024, indique l'installation de la coutellerie dans le village de Laguiole en 1827, d'abord avec la coutellerie  Moulin, suivie  par  la  coutellerie Glaize, puis la coutellerie Pierre Jean Calmels, suivie en 1850  par la coutellerie  Mas et enfin par  la  coutellerie  Pagès en 1860. En 1870, on compte douze couteliers dans le village.

### Laguiole droit

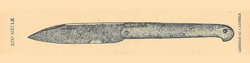
Laguiole droit.

La forme initiale du couteau de Laguiole était une forme droite, manche droit à bec de corbin et lame bourbonnaise, mouche plate lisse avec ou sans facettes, pas de guillochage, manche en corne ou en bois, avec deux clous sur la jambette. La création du Laguiole droit date des environs de 1800 ou peu après l'apparition des premiers couteliers de Laguiole.
En 1840, l'alêne ou trocart apparaît, permettant aux paysans de remédier à la météorisation touchant leurs ovins et bovins et à trouer les lanières de cuir.

### Inspiration Yatagan 1850

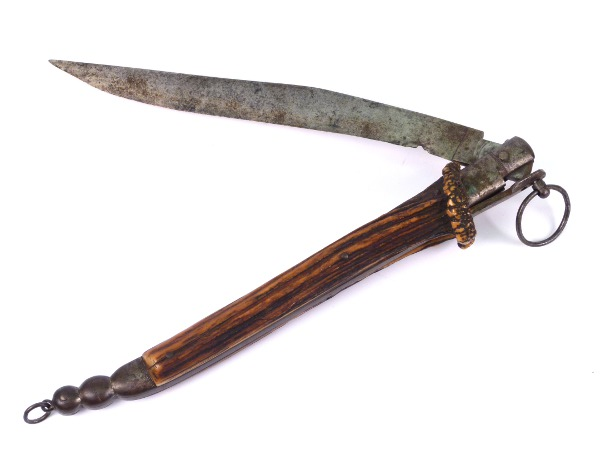
Navaja espagnol fabriqué vers 1790, avec une lame de style yatagan et la poignée incurvée qui ont influencé le développement du laguiole classique.

Un couteau pliant (la « jambette stéphanoise ») était utilisé couramment dans la région de l’Aubrac. Pendant le XIXe siècle, les aînés partaient travailler la saison d’hiver en Catalogne en tant que tâcherons et scieurs de long. Certains de ces travailleurs saisonniers revenaient de Catalogne en Rouergue en rapportant le couteau navaja espagnol, dont le couteau laguiole prend sa lame de forme yatagan dans les années 1850 et son manche effilé. Cela ne permet pas d'affirmer une filiation directe, d'autant que le mode de retenue de la lame n'est pas le même (deux clous sur la jambette, ressort à cran forcé sur le laguiole).
Couteau à cran forcé ou couteau à cran d'arrêt : le couteau de Laguiole est un couteau pliant à cran forcé. Il ne dispose donc pas, à la différence du couteau Opinel par exemple (qui est un couteau à cran d'arrêt) d'une bague qui permet de sécuriser la lame ouverte. Dans le cas du Laguiole, le ressort est en permanence en appui sur le talon de la lame. Quand on ouvre le couteau, la tête du ressort (se trouvant en dessous de l'ornement) vient se loger dans l'encoche du talon. Ainsi, par simple pression sur la lame avec un mouvement pliant le couteau se referme. Il n'y a généralement pas de mécanisme de blocage de la lame.
La forme actuelle du laguiole remonte aux années 1860. À ses débuts sa mouche était lisse, soit en spatule, losange, carré, ou ovale. Les ressorts sont lisses, au mieux ornés de deux traits à la lime couteaux et d'une croix de saint André, elle-même parfois présente sur la lame. Pas de croix sur le manche donc, ni d'abeille. La forme est alors grossière, la finition plus rustique, les manches sont en corne cachée (partie creuse chauffée et aplatie) ou en pointe de corne, rapidement aussi en ivoire. Les couteaux réalisés à Laguiole n'ont pas de mitres. Les fournitures proviennent de Thiers, dont les couteliers fabriquent aussi des laguioles pour les couteliers laguiolais, ensuite frappés à la marque des couteliers laguiolais.
Entre 1880 et 1910 les mouches évoluent et deviennent ornées de trèfles, fleurs, et les ressorts sont guillochés à la lime. Les couteliers Jules Calmels (petit-fils de Pierre-Jean), Joseph Pagès, Eugène Salette (à Espalion) ont gagné des médailles dans divers concours (10 pour Calmels) récompensant l'excellence de leur travail.
En 1880 apparaît sur le laguiole le tire-bouchon, destiné à accompagner les limonadiers rouergats partis ouvrir des cafés à Paris et en lien avec le développement de la vente en bouteille.

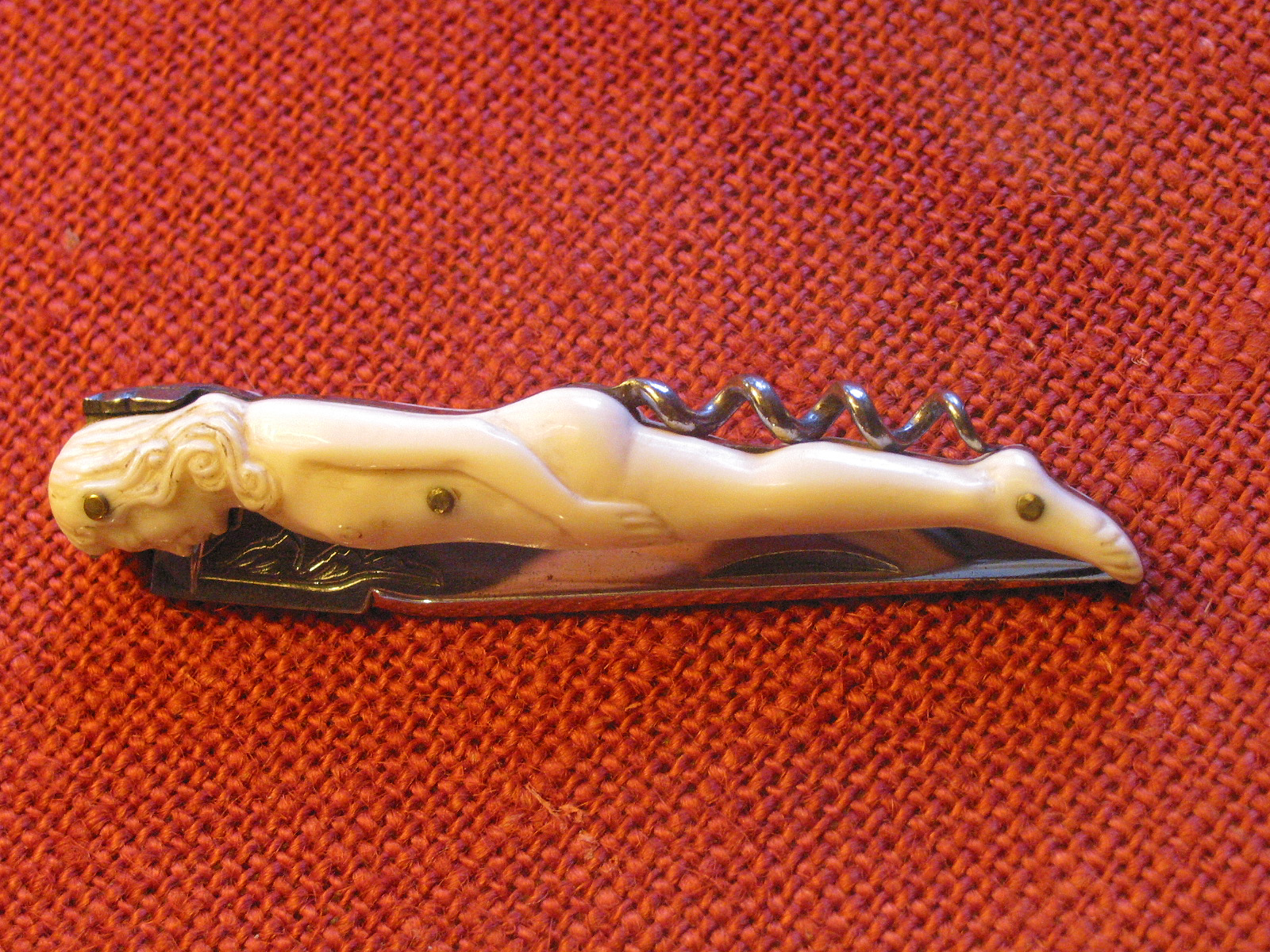
Un couteau laguiole du début du XXe siècle avec un tire-bouchon, le manche en ivoire étant sculpté en forme de femme nue exposé au Musée de la coutellerie de Thiers.

La période 1900/1910 voit la naissance de nouvelles formes de ce couteau comme le pied de cheval et l'aile de pigeon.

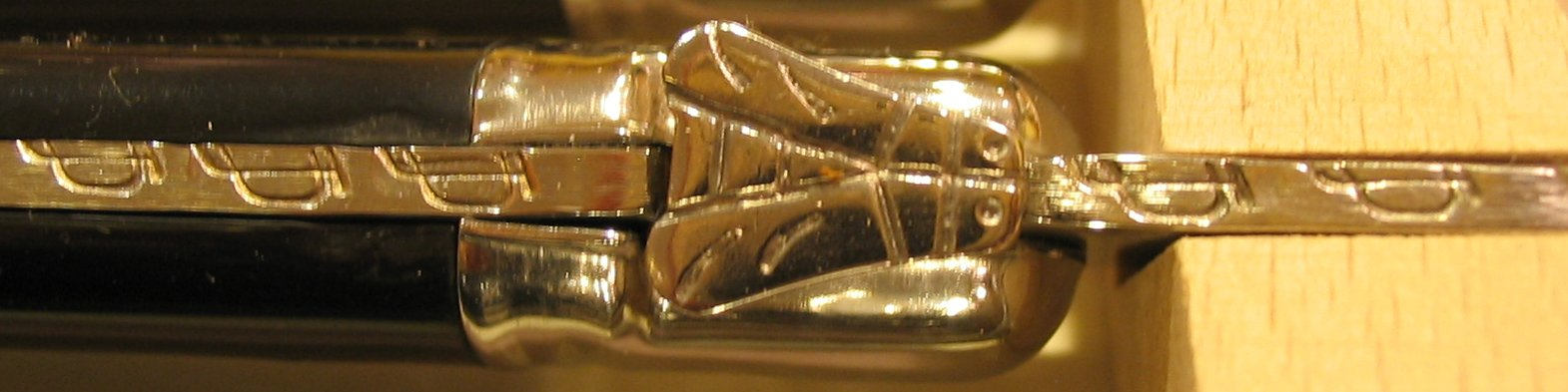
L'« abeille » ou la « mouche » au bout du manche des couteaux laguiole.

L'abeille apparaît en 1908/1909. Toutefois, au même moment Nicolas Crocombette, monteur de couteaux dans le hameau de Pigerolles sur la commune de Thiers, se mit à orner lui aussi ses mouches d'un décor d'abeille, et ses ressorts de feuilles de chêne. Plusieurs légendes existent autour de cette abeille. En réalité, la mouche (terme technique de coutellerie qui désigne dès le XVIIIe siècle la partie métallique excédante à l'extrémité du ressort) avait une fonction utilitaire sur les couteaux de poche des paysans, arrêter la lame en position ouverte. Non décorée à l'origine, on prit progressivement l'habitude de façonner dessus un motif (trèfle dans les années 1880, abeille, fleur de lys, feuille de sauge ; on peut donc parler de mouche trèfle, mouche abeille, mouche florale, etc.).
Dans les années 1930, apparaît la mouche soudée — elle était jusqu'alors forgée avec le ressort. À partir des années 1950, la croix apparaît sur le manche.
Ainsi, contrairement à l'image d'Épinal du laguiole et aux effets acculturant du marketing de certains couteliers, le laguiole ne s'identifie pas que par une abeille et une mouche.
Le regain d'intérêt pour ce couteau permet aux couteliers de recommencer à en fabriquer plusieurs versions.
Après la Première Guerre mondiale, la production des couteaux laguiole à Laguiole disparaît en grande partie. Ainsi, ce sont les manufactures de coutellerie thiernoises qui maintiennent la production des laguioles artisanaux, et qui produisirent les couteaux laguiole également pour de nombreuses marques aveyronnaises en sous-traitance.
En 1987, à la suite d'une volonté du maire de Laguiole, de quelques Laguiolais, Costes et Philippe Starck, l'entreprise Forge de Laguiole fut créée et relança la production du laguiole dans le village du même nom ainsi que sa commercialisation. D'autres sociétés laguiolaises ou thiernoises se sont alors créées ou ont relancé leurs productions.

### Musée
Le couteau laguiole possède un musée, situé à Laguiole dans la zone artisanale La Poujade.
Le Musée de la coutellerie de Thiers, 4e musée le plus visité de l'ancienne région Auvergne, présente également en partie l'histoire du Laguiole dans son parcours scientifique et culturel.

## Marque collective
(mars 2017).

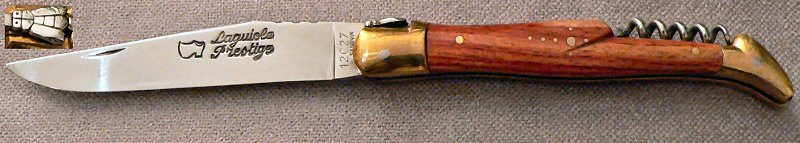
Un laguiole moderne lame dépliée et équipé d'un tire-bouchon, avec en haut à gauche un agrandissement de l'abeille.

L'appellation d'origine d'un produit manufacturé ne peut pas être commercialement protégée par une AOC ou une IGP. Le couteau de Laguiole n'est donc pas un produit de terroir au sens où le serait un produit alimentaire (vin, fromage…) et sa fabrication à Laguiole ou à Thiers ne préjuge donc en rien de sa qualité. De même, les matériaux employés ne sont pas issus du lieu de fabrication.
Ainsi, les couteaux pliants poinçonnés « Laguiole Origine Garantie » excluent les fabricants thiernois. Le bassin de Thiers assure environ 80 % de la production nationale de laguiole.
En 1993, Gilbert Szajner, homme d'affaires de la région parisienne, dépose la marque Laguiole dans 38 classes qui commercialisent la coutellerie mais aussi le linge de maison, les vêtements, les briquets ou les barbecues. « Contre redevance, il accorde des licences à des entreprises françaises et étrangères qui peuvent commercialiser sous le nom Laguiole des produits d'importation ». Après une longue bataille juridique entamée en 1997 par le village de Laguiole, s'estimant victime de « parasitisme » économique, est débouté de son recours en justice pour continuer à exploiter son nom. Le tribunal estime que le village est connu grâce au couteau, et pas le contraire. Le couteau laguiole est confirmé une fois encore comme un nom générique. Cependant, le 21 octobre 2014, la justice européenne annule la marque déposée par Gilbert Szajner pour vendre de la coutellerie, tout en l'autorisant à le faire pour une série d'autres produits. Pour la coutellerie, la marque « Laguiole » n'existe pas. Ce n'est pas le cas (voir plus haut) pour toutes les autres classes de produits. Les premiers dépôts de marque « laguiole » historiques à Thiers n'ont pas été renouvelés. (autre exemple de dépôt de marque Laguiole effectué à Thiers) et les tribunaux ont tranché plusieurs fois : le mot « laguiole » est devenu un mot générique. On dit « Donne-moi ton laguiole », comme on dirait  « Donne-moi ton couteau ».

## Création de l'IG «Couteau de Laguiole»
Le 18 octobre 2024, l’indication géographique (IG) « Couteau de Laguiole » est homologuée au bénéfice des couteliers de 24 communes du nord de l'Aveyron. L’Institut national de la propriété industrielle (INPI) reconnaît ainsi la légitimité de la demande du Syndicat des Fabricants Aveyronnais du Couteau de Laguiole ainsi que la cohérence du cahier des charges qui avait été présenté,.